# 大森警察署
大森警察署（おおもりけいさつしょ）は、警視庁が管轄する警察署の一つ。署員数およそ300名、識別章所属表示はNE。車両の対空表示は「森」。
警視庁第二方面本部に属し、東京都大田区の東北部を管轄している。
管轄区域内には警視庁第二方面交通機動隊（二交機）本部も存在する。

## 所在地
- 東京都大田区大森中一丁目1番16号
  - 最寄駅：京急本線 大森町駅

## 管轄区域
大田区の内
- 大森北一・二・三・四・五・六丁目（全域）
- 大森本町一・二丁目（全域）
- 平和の森公園（全域）
- 大森東一・二・三・四・五丁目（全域）
- 大森中一・二・三丁目（全域）
- 大森西一・二・三・四・五・六丁目、七丁目（7番の一部、8番・9番を除く。七丁目の一部は蒲田警察署の管轄）
- 大森南一丁目（4番・5番の各一部、6番から11番、12番・17番・18番の各一部）、二丁目（17番の一部、18番・19番を除く。前記以外の一丁目と、二丁目の一部は蒲田警察署の管轄）、三・四・五丁目
- 山王一・二・三丁目、 四丁目（11番から20番を除く。四丁目の一部は池上警察署の管轄）
- 南馬込四丁目の一部（49番。それ以外の地域は池上警察署の管轄）
- 中央一・二・三・四丁目（五・六・七・八丁目は池上警察署の管轄）
- 平和島一・二・三・四・五・六丁目（全域）
- 昭和島一・二丁目（全域）
- 京浜島一・二・三丁目（全域）
- 東海一・二丁目（三・四・五・六丁目は東京湾岸警察署の管轄）
- ふるさとの浜辺公園

## 沿革
- 1918年（大正7年）：品川警察署分署開設。
- 1922年（大正11年）9月1日：大森警察署に昇格。
- 1926年（大正15年）：蒲田警察署、本署より分離開設。
- 1935年（昭和10年）：東調布警察署（現・田園調布警察署）、本署より分離開設。
- 1949年（昭和24年）：池上警察署、本署より分離開設。
- 2007年（平成19年）4月1日：八景園交番、大森東四丁目交番、平和島交番が地域安全センターに変更された。
- 2008年（平成20年）3月31日：東京水上警察署の廃止に伴い、所轄の一部編入と京浜島地域安全センターが移管される。

## 組織
- 警務課
- 会計課
- 交通課
- 警備課
- 地域課
- 刑事組織犯罪対策課
- 生活安全課

## 交番
- 森ケ崎交番（大田区大森南二丁目4番8号）
- 大森海岸交番（大田区大森本町一丁目11番1号）
- 大森駅前交番（大田区大森北一丁目6番16号）
- 山王交番（大田区山王二丁目17番10号）
- 春日橋交番（大田区中央二丁目1番1号）
- 谷戸交番（大田区大森西五丁目17番24号）
- 大森西交番（大田区大森西七丁目5番16号）2008年（平成20年）8月20日に富士見橋交番から移転改称。

## 地域安全センター
- 大森東四丁目地域安全センター（大田区大森東四丁目19番31号）
- 平和島地域安全センター（大田区平和島6丁目1番100号） - 令和7年3月31日をもって封鎖。
- 八景園地域安全センター（大田区山王二丁目31番9号）
- 京浜島地域安全センター（大田区京浜島三丁目3番9号）

## 出来事
- 2014年11月15日、大森署刑事組織犯罪対策課の警部補が、児童買春・ポルノ禁止法違反の容疑で、神奈川県警少年捜査課と茅ケ崎署に逮捕された。容疑は、2013年11月23日、大田区内のホテルで女子中学生に3万円を渡してみだらな行為をしたというもの[1]。
- 2024年5月21日、大森署地域課の巡査部長が、窃盗容疑で千葉県警木更津署に逮捕された。容疑は、同年3月14日、木更津市の商業施設のトイレで、施設の従業員が置き忘れたスマートフォンを盗んだというもの。4月1日に従業員が「スマホの位置情報を感知した」と通報。県警が同巡査部長の自宅を捜索したところ、スマホが発見された[2]。

## その他
- 今野敏著の警察小説「隠蔽捜査」の舞台となっている（「果断 隠蔽捜査2」、「疑心 隠蔽捜査3」、「転迷 隠蔽捜査4」、「宰領 隠蔽捜査5」、「去就 隠蔽捜査6」、「棲月 隠蔽捜査7」）